# 心 (コブクロの曲)
「心」（こころ）は、コブクロの28枚目のシングル。2017年5月24日にワーナーミュージック・ジャパンから発売された。各音楽配信サイトでは5月13日から配信開始。

## 解説
前作｢未来｣から1年5ヵ月ぶりのシングル。
初回限定盤には、2016年に行われたアコースティック・プレミアムライブの模様を収録したDVD付き。
また、表題曲のMVには、NAOTO(EXILE/三代目J Soul Brothers)がダンスで出演しており、チームラボが｢Black Waves｣で空間演出に参加している。

## チャート成績
初週売り上げは、直近2作を上回り、「One Song From Two Hearts/ダイヤモンド」以来5作ぶりに
週間TOP3入りを果たした。
6月7日時点で、CD売り上げ枚数は4万枚以上を記録している。

## 収録曲
全曲 作詞・作曲：小渕健太郎、編曲：コブクロ
1. 心
映画『ちょっと今から仕事やめてくる』主題歌
2. HELLO, NEW DAY
KBCテレビ「第45回 RIZAP KBCオーガスタゴルフトーナメント2017」大会公式ソング
3. LIFE
ファンフェスタ2017で新曲として披露された曲。
4. 心 （Instrumental）
5. HELLO, NEW DAY （Instrumental）
6. LIFE （Instrumental）

初回限定盤DVD
「Ghana Presents コブクロ アコースティック プレミアムライブ@豊洲PIT 2016.08.01」
1. ストリートのテーマ
2. 虹
3. MC
4. 君色
5. Rising
6. MC
7. tOKi meki
8. そばにおいで
9. MC
10. hana
11. 風見鶏
12. MC
13. 未来
14. アンコールMC
15. One Song From Two Hearts
16. MC
17. ANSWER

## 収録アルバム
- ALL TIME BEST 1998-2018(#1)
- Star Made(#1)

※「HELLO.NEW DAY」、「LIFE」はアルバム未収録